# Basílica de Santa María (Natchez)

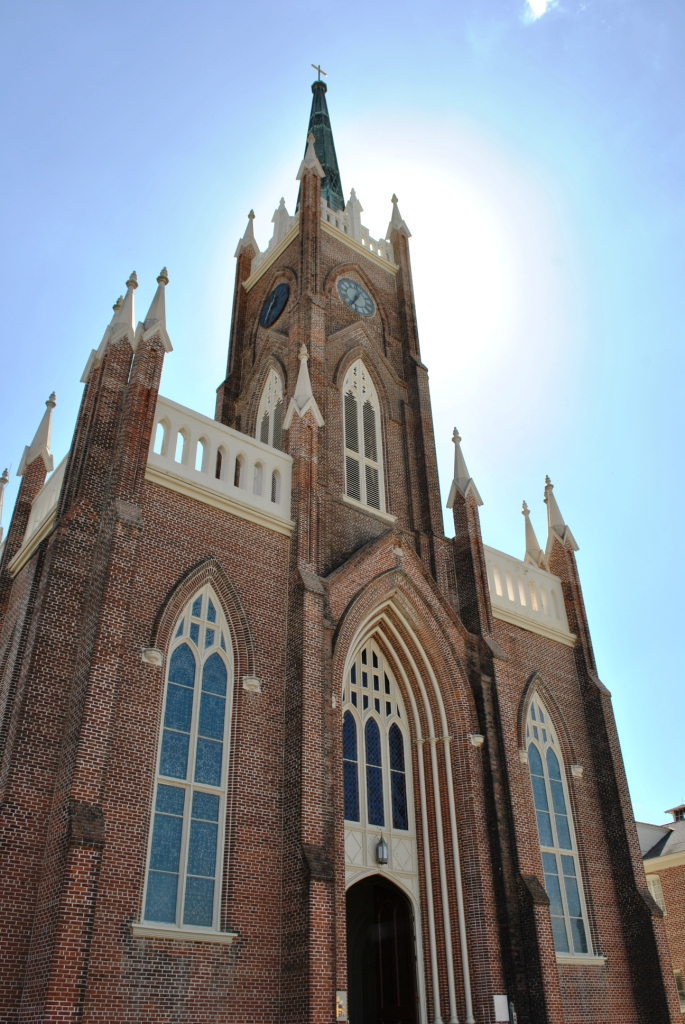

La Basílica de Santa María o antes Catedral de Santa María (en inglés: St. Mary Basilica) Ubicada en Natchez, Misisipi, en el sur de Estados Unidos, es una iglesia parroquial en la diócesis de Jackson y una basílica menor de la Iglesia Católica. En 1979 se enumeró bajo su nombre anterior como una característica que contribuía en el distrito histórico de Natchez On-Top-of-the-Hill en el registro nacional de lugares históricos de Estados Unidos.
La diócesis de Natchez (ahora la diócesis de Jackson) fue erigida en 1837, y en 1842 las obras de construcción comenzaron para una nueva catedral. Fue dedicada el 25 de diciembre de 1843 y consagrada el 19 de septiembre de 1886 y permaneció como la catedral de la diócesis hasta 1977. Fue designado una basílica menor el 8 de septiembre de 1998 y dedicada como tal el 25 de septiembre de 1999.

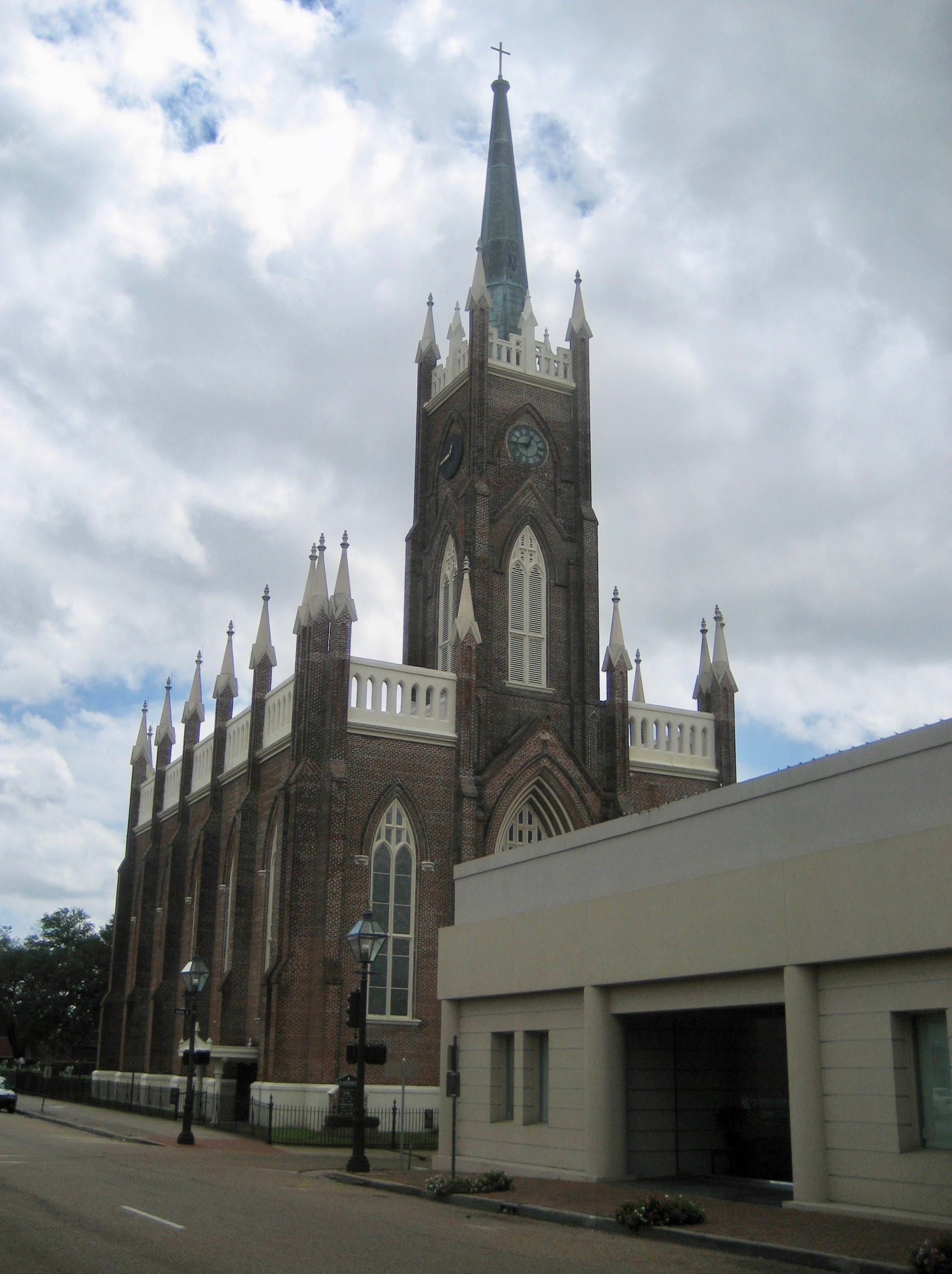
Otra vista del templo